# پل برادشاو (بازیکن فوتبال، زاده ۱۹۵۳)
پل برادشاو (انگلیسی: Paul Bradshaw؛ زادهٔ ۲ اکتبر ۱۹۵۳) بازیکن فوتبال اهل بریتانیا است.
از باشگاه‌هایی که در آن بازی کرده‌است می‌توان به باشگاه فوتبال شفیلد ونزدی و باشگاه فوتبال برنلی اشاره کرد.
وی همچنین در تیم ملی فوتبال زیر ۱۸ سال انگلستان بازی کرده‌است.